# Самовольное оставление части

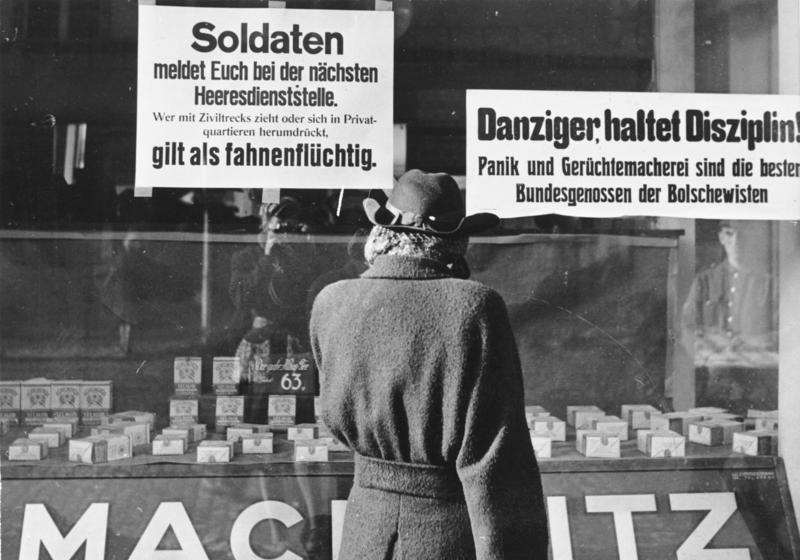
Объявление на витрине бакалейного магазина в Данциге, сообщающий что солдаты, примкнувшие к гражданским беженцам или остающиеся в городе приравниваются к дезертирам.

Самовольное оставление части или места службы (аббр. СОЧ, жарг. «сочи», «соча», «стать на лыжи») заключается в отсутствии военнослужащего в расположении части или на месте службы без разрешения на то командира (начальника) и других законных (чрезвычайных) оснований, оправдывающих это отсутствие. Под территорией воинской части понимается место расположения казарм, палаток, других помещений, где постоянно или временно проживают и проходят службу военнослужащие. Место службы может находиться за пределами воинской части, там, где военнослужащий в данный момент исполняет служебные обязанности (место временного наряда, работы, эшелон, маршрут, поезд и так далее). Законом установлены точные сроки, для того чтобы отсутствие военнослужащего было квалифицировано как самовольное оставление части, однако и более кратковременное отсутствие военнослужащего из части или места службы может быть приравнено к дезертирству, если было установлено, что военнослужащий самовольно покинул часть с намерением уклониться от военной службы совсем или на длительное время. Самовольное оставление части совершается посредством активных действий, приравненная к нему неявка в срок к месту несения службы совершается путём бездействия. Продолжительность самовольной отлучки исчисляется с момента самовольного оставления военнослужащим части или места службы.

## Отличия от самовольной отлучки и дезертирства. Вопросы квалификации
Как отмечал ещё В. М. Чхиквадзе в конце 40-х гг., самовольная отлучка, самовольное оставление части и дезертирство не различаются между собой по характеру действия и способам совершения. Различие заключается в другом объективном свойстве этих составов: в продолжительности отсутствия субъекта преступления из части.
Намерения субъекта в некоторых случаях для разграничения этих составов преступления могут иметь существенное значение, и специфическая особенность рассматриваемых составов преступления заключается в том, что и самовольная отлучка и дезертирство являются длящимися преступлениями. Самовольное оставление части или места службы всегда сопряжено с тем, что субъект преступления в течение определённого времени противозаконно находится вне своей части. До тех пор, пока он сам не явился или не был задержан, он продолжает незаконно оставаться вне части, то есть продолжает преступление, начатое им путём самовольного оставления части или места службы. Начальным и конечным моментами этого преступления являются: момент самовольного оставления части или места службы, с одной стороны, и момент добровольной явки или задержания, с другой. Точное установление этих моментов важно, так как продолжительность отсутствия из части или с места службы имеет в рассматриваемых составах преступления решающее значение для квалификации преступного умысла. Говоря об объективной стороне самовольной отлучки и дезертирства, необходимо коснуться следующего обстоятельства: Прекращение самовольной отлучки и дезертирства возможно либо путём добровольной явки субъекта преступления в свою воинскую часть, к месту службы, в местные органы военного управления, милицию и т. п., либо его задержание силами самой воинской части, органами власти и т. д. Если в первом случае преступление было прекращено по собственному побуждению субъекта, то во втором случае оно было пресечено помимо его воли. Вполне логично, что если субъект сам возвратился в часть, он, очевидно, не имел намерения оставаться далее вне части. Если же он был задержан, то есть все основания полагать, что он не желал возвращаться. Тут обнаруживается тесная связь между объективными и субъективными свойствами состава преступления. Добровольная явка имеет значение особо смягчающего обстоятельства. Она должна рассматриваться как добровольный отказ от продолжения длящегося преступления, первоначальный акт которого уже был совершён. Для квалификации же преступления она не имеет особого значения. Факт задержания может иметь значение для квалификации преступления в том случае, если субъект преступления находился вне части менее сроков, требуемых для квалификации деяния как самовольного оставления части, но по делу установлено, что имело место попытка самовольного оставления части. В таком случае наказание должно определяться именно за попытку самовольного оставления части, а не за самовольную отлучку. Объективная сторона рассматриваемого состава преступления выявляет его отличия от самовольной отлучки и дезертирства. Отличия эти сводятся к следующему:
| В чём заключается отличие           | Самовольная отлучка и(или) дезертирство | Самовольное оставление части |
| ----------------------------------- | --- | --- |
| Момент пересечения территории части | При самовольной отлучке и дезертирстве субъект преступления самовольно (незаконно) оставляет часть или место службы.                                                                       | В рассматриваемом составе преступления он может оставлять часть на вполне законном основании — по увольнительной, либо по поручению начальства, не планируя, однако, возвращаться.                                                           |
| Способ совершения                   | Самовольная отлучка и дезертирство выражаются в действии | Рассматриваемое деяние выражается в преступном бездействии: субъект не выполняет действий, которые обязан совершить (не является в срок на службу)                                                                                           |
| Уважительные причины                | При самовольной отлучке и дезертирстве вовсе не применимо понятие уважительных причин: Ни при каких условиях эти преступления не могут быть признаны совершёнными по уважительным причинам | Для рассматриваемого же состава преступления отсутствие уважительных причин является, как было сказано, необходимым элементом. Если неявка в срок на службу была вызвана уважительными причинами, в действиях лица нет состава преступления. |
| Кратность                           | Советская судебная практика не признавала преступлением и рассматривала как эпизоды одного дисциплинарного проступка повторные самовольные отлучки, совершённые в пределах суток.          | Советская судебная практика не признавала преступлением и рассматривала как эпизоды одного дисциплинарного проступка повторные самовольные отлучки, совершённые в пределах суток.                                                            |
| Совокупность преступлений           | Возможны случаи, когда одним лицом в разное время совершены сначала самовольная отлучка, а потом самовольное оставление части или дезертирство.                                            | Возможны случаи, когда одним лицом в разное время совершены сначала самовольная отлучка, а потом самовольное оставление части или дезертирство.                                                                                              |

## Из истории советского военно-уголовного права
Положение о воинских преступлениях 1924 года устанавливало в качестве одного из признаков разграничения самовольной отлучки и побега (тогда это называлось именно так) условие добровольной явки. Однако в дальнейшем советское военно-уголовное законодательство отказалось от этого признака. После введения понятия дезертирства в военно-уголовное законодательство, для разграничения между ними употреблялась формулировка «покушение на дезертирство». К моменту издания Указа Президиума Верховного Совета СССР «О внесении изменений и дополнений в Положение о воинских преступлениях» от 15 февраля 1957 г., в советском уголовном законе существовали разные определения дезертирства в отношении военнослужащих срочной службы, с одной стороны, и в отношении лиц офицерского состава и военнослужащих сверхсрочной службы — с другой: для военнослужащих срочной службы дезертирством считалась самовольная отлучка продолжительностью свыше суток; под дезертирством же лиц офицерского состава и военнослужащих сверхсрочной службы понималось самовольное оставление части или места службы продолжительностью свыше шести суток, а во время кампаний во флоте, манёвров, учебных, краткосрочных, повторительных и поверочных сборов — свыше двух суток, а также побег из части или с места службы с намерением длительно или вовсе уклониться от несения обязанностей по военной службе. После 1957 года под самовольной отлучкой стало пониматься отсутствие в части свыше суток либо хотя и менее суток, но совершённое повторно в течение трёх месяцев; под дезертирством — оставление части с целью уклонения от военной службы. В 1958 году, удельный вес самовольных отлучек в структуре воинских преступлений составлял свыше 30 % (ок. 5 тыс. задокументированных случаев на 500 тыс. — 1 млн незадокументированных). В 60-е гг. он сократился на треть, а в 70-е — 80-е этот состав практически исчез из уголовного учёта. Это, однако, не означает, что самовольные отлучки перестали совершаться.

## В современном российском военно-уголовном праве
Современное российское уголовное законодательство не делает различий между самовольной отлучкой и самовольным оставлением части, — они фактически объединены в одной статье, — повышен минимальный срок самовольного отсутствия в части, с которого наступает уголовная ответственность, с одних до двух суток, исключена уголовная ответственность за повторное самовольное отсутствие в части менее нижнего предела, внесены другие существенные изменения. При этом нельзя говорить о том, что было исключено само понятие самовольной отлучки, так как, помимо уголовной существует и дисциплинарная ответственность, и сведение воедино статей уголовного кодекса, вовсе не означает, что военнослужащий, отсутствовавший в части менее двух суток, не понесёт никакого взыскания.

## Сноски
1. 1 2  Лунеев В. В.. Комментарий к ст. 337 УК РФ: Самовольное оставление части или места службы (HTML). ЗАО «АЗет Дизайн». Дата обращения: 15 сентября 2011. Архивировано из оригинала 7 апреля 2012 года.
2. ↑  Дезертирство // Большая советская энциклопедия. — М.: Государственное научное издательство, 1952. — Т. 13. — С. 557.
3. ↑  Объекты военные — Радиокомпас / [под общ. ред. Н. В. Огаркова]. — М. : Военное изд-во М-ва обороны СССР, 1978. — С. 512. — (Советская военная энциклопедия : в 8 т. ; 1976—1980, т. 6).
4. 1 2 3  Комментарий к Уголовному кодексу РСФСР / Отв. ред. Ю. Д. Северин. — Изд. 2-е. — М.: Юрид. лит-ра, 1984. — С. 494. — 528 с. — 170 тыс. экз.
5. 1 2  Чхиквадзе В. М. Советское военно-уголовное право. — М.: Юрид. изд-во, 1948. — С. 303—320. — 451 с. — 50 тыс. экз.
6. ↑  Лунеев В. В. Тенденции отдельных видов и групп преступности // Преступность XX века: мировые, региональные и российские тенденции. — Изд. 2-е, перераб. и доп. — М.: Волтерс Клувер, 2005. — С. 756. — 912 с. — 3 тыс. экз. — ISBN 5-466-00098-1. Архивировано 28 декабря 2017 года.